# Кастровил (Калифорнија)
Кастровил (енгл. Castroville) насељено је место без административног статуса у америчкој савезној држави Калифорнија.

## Демографија
По попису из 2010. године број становника је 6.481, што је 243 (-3,6%) становника мање него 2000. године.
| Група             | 2000.         | 2010.         |
| Белци             | 569 (8,5%)    | 379 (5,8%)    |
| Афроамериканци    | 71 (1,1%)     | 96 (1,5%)     |
| Азијати           | 219 (3,3%)    | 169 (2,6%)    |
| Хиспаноамериканци | 5.802 (86,3%) | 5.841 (90,1%) |
| Укупно            | 6.724         | 6.481         |